# Intramuskuläre Injektion

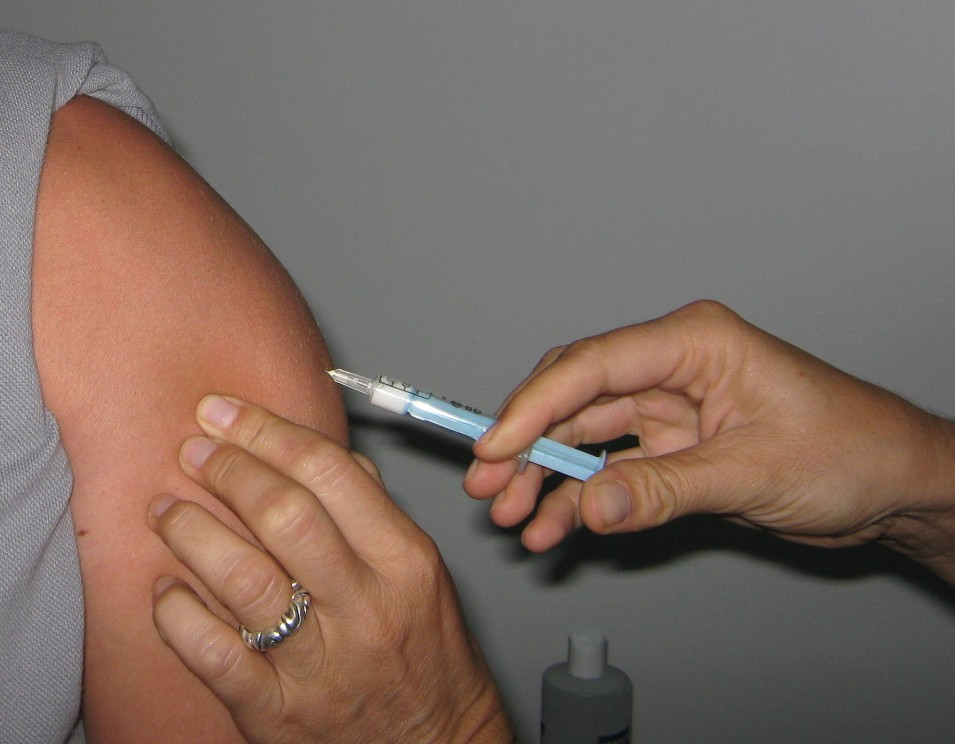
Intramuskuläre Injektion in den Oberarm

Bei einer intramuskulären Injektion (Kurzschreibweise: i.m.) wird ein flüssiges Arzneimittel mittels Spritze und Kanüle in einen Skelettmuskel eingebracht. Die intramuskuläre Injektion zählt zu den parenteralen Applikationsformen, weil hierbei der Darm-Leber-Kreislauf umgangen wird. Sie wird häufig dafür genutzt, Arzneimittel mit Depotwirkung (z. B. Hormonpräparate, Antipsychotika, Antibiotika) zu verabreichen. Die intramuskuläre Injektion wird in der Humanmedizin zudem für die meisten Impfungen eingesetzt, während in der Tiermedizin – insbesondere beim Kleintier – vor allem subkutan geimpft wird.

## Kontraindikationen
- Bei Verdacht auf einen akuten Herzinfarkt kann die bei intramuskulären Injektionen ansteigende Creatin-Kinase fälschlich als Zeichen eines Herzinfarkts verstanden werden, was allerdings heute durch die Bestimmung kardialer Troponine nur eine untergeordnete Rolle spielt. Bei tatsächlich vorliegendem Infarkt sowie bei Lungenembolie schließt eine erfolgte i.-m.-Injektion eine Lyse-Therapie aus (Gefahr der Hämatombildung).
- Hämorrhagische Diathese: z. B. bei Hämophilie, kann zu Nachblutung und Hämatombildung führen.
- Perorale Gabe von Gerinnungshemmern: z. B. Phenprocoumon, kann zu massiver Hämatombildung führen.
- Heparintherapie: ebenfalls Gefahr der Nachblutung bzw. Hämatombildung

## Befähigung zur intramuskulären Injektion
Die intramuskuläre Injektion zählt primär zum ärztlichen Aufgabenbereich. Der Arzt kann diese Aufgabe an nichtärztliche Mitarbeiter delegieren, sofern er sich von deren Durchführungskompetenz überzeugt hat. Neben der Verantwortung für die Anordnung der Injektion an sich (Anordnungsverantwortung) trägt er stets auch die Delegationsverantwortung. Wer letztlich die Aufgabe übernimmt und ausführt, ist dafür verantwortlich, dass dies fachgerecht, also mit der üblichen Sorgfalt, geschieht (Durchführungsverantwortung).
Im Übrigen ist die jeweilige Einrichtung (z. B. vertreten durch ein Direktorium) für die Rahmenbedingungen verantwortlich, unter denen z. B. eine Injektion überhaupt fachgerecht durchführbar ist (Organisationsverantwortung). Man spricht hier auch von Strukturqualität. Hierzu zählt beispielsweise das Bereitstellen von notwendigen Kanülen und Spritzen, die ausreichende Anzahl an Personal, das Anbieten von Fortbildungen usw.
Die Kompetenz, intramuskulär zu injizieren, wird im Studium der Medizin, in der Ausbildung zum Heilpraktiker und u. a. in der dreijährigen Berufsausbildung zum Gesundheits- und Krankenpfleger, Altenpfleger, Notfallsanitäter, Medizinischen Fachangestellten, Physician Assistant oder zur Hebamme erworben.

## Sorgfaltspflicht
Eine Injektion ist invasiv. Sie stellt tatbestandlich eine Körperverletzung dar und ist deshalb strafbar (§ 223 Abs. 1 StGB), es sei denn, der Patient hat seine Einwilligung erklärt. Dies kann auch stillschweigend erfolgen, etwa indem er sein Gesäß freimacht und sich zur Seite dreht. Nicht strafbar ist darüber hinaus eine Injektion, in die der Patient zwar nicht einwilligen kann, die aber mutmaßlich seinem Willen entspricht, etwa zur Behandlung einer akut lebensbedrohenden Erkrankung. Der Patient ist über Sinn und Zweck, Nebenwirkungen und Komplikationen einer Injektion aufzuklären (ärztliche Aufgabe). Der Arzt hat, sofern er nicht selbst injiziert, einen kompetenten Verrichtungsgehilfen auszuwählen. Anordnung, Aufklärung und Durchführung sowie etwaige Komplikationen/Zwischenfälle sind zeitnah zu dokumentieren. Es dokumentiert der, der injiziert und/oder beobachtet hat. Was nicht dokumentiert wurde, muss zivilrechtlich als nicht durchgeführt gelten (§ 630h Abs. 2 S. 1 BGB). Eine lückenhafte Dokumentation kann im zivilrechtlichen Streitfall die Beweislastumkehr zur Folge haben, ob der Patient hypothetisch auch ohne Aufklärung eingewilligt hätte (§ 630h Abs. 2 S. 2 BGB). Strafrechtlich ist der Injizierende nach der höchstrichterlichen Rechtsprechung straflos, wenn nicht auszuschließen ist, dass der Patient eingewilligt hätte, wenn er aufgeklärt worden wäre und die übrigen Regeln der ärztlichen Kunst eingehalten sind.
Für Injizierende im Speziellen besteht die Sorgfalt insbesondere im Folgenden:
- Beachtung der Sechs-R-Regel

1. Richtiger Patient
2. Richtiges Medikament (inkl. Überprüfung auf Haltbarkeit mit Sichtkontrolle)
3. Richtige Dosis
4. Richtige Applikationsform
5. Richtiger Zeitpunkt
6. Richtige Dokumentation

- Fachgerechtes Aufsuchen des Injektionsortes
- Fachgerechte Auswahl der Kanülengröße
- Fachgerechte Auswahl der Spritzengröße
- Hygienisches Arbeiten
- Aspiration vor der Injektion
- Erkennen eventueller Komplikationen und angemessenes Reagieren

## Injektionsorte beim Menschen
Beim Menschen sind das Gesäß, der Oberarm und der Oberschenkel geeignete Injektionsorte.

### Gesäß

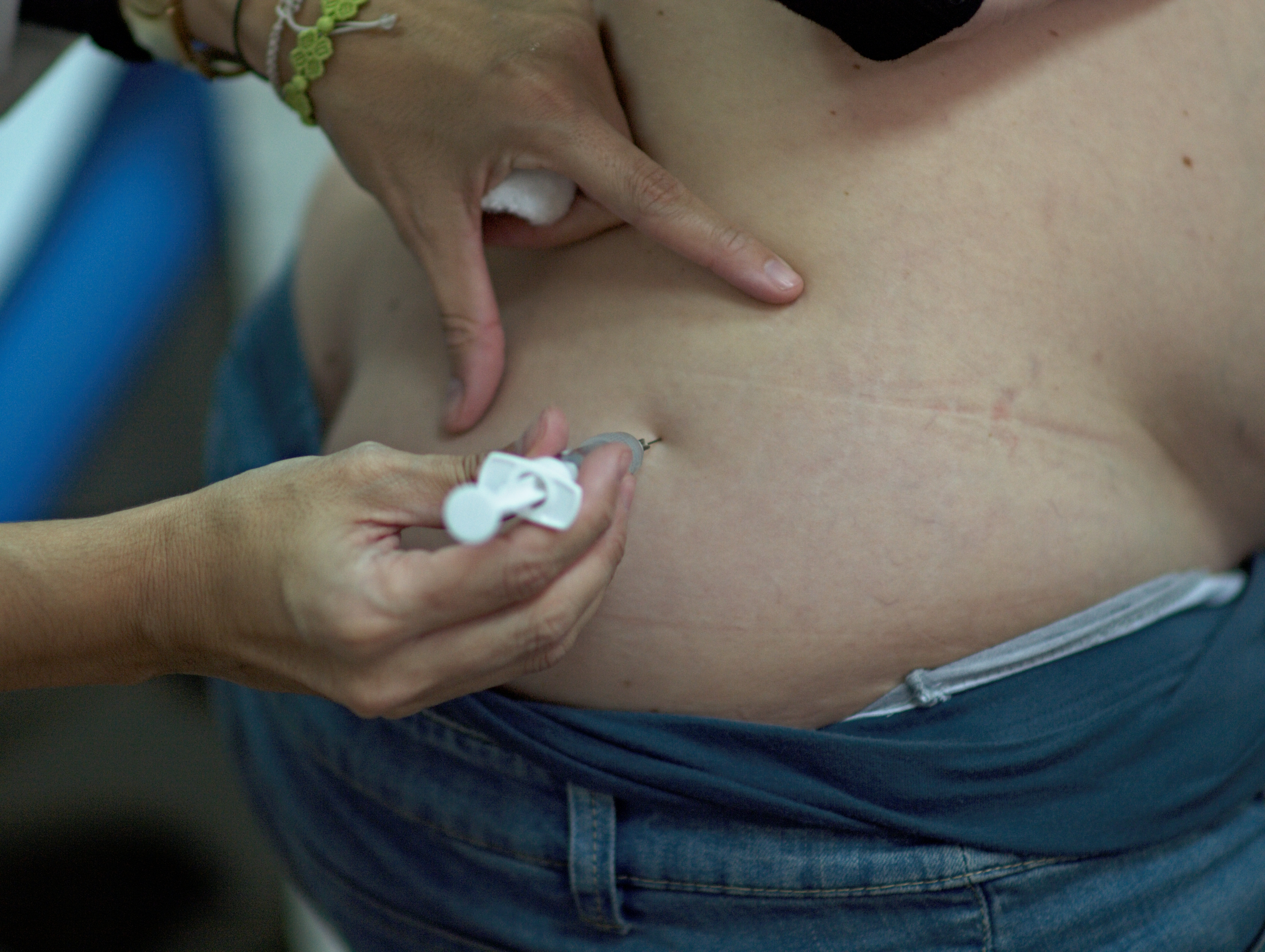
Intragluteale Injektion

Die Injektion im Gesäß erfolgt in den Musculus gluteus medius und Musculus gluteus minimus (intraglutäal/intragluteal). Die Injektionsmenge ist auf 10 ml begrenzt. Für Patienten vor dem 2. Lebensjahr ist dieser Muskel nicht geeignet, da noch zu wenig Muskelmasse aufgebaut ist.
Gerade in diesem Bereich ist es von größter Bedeutung, sich genau an die beschriebene Methodik zu halten. Ein Abweichen, wie etwa die früher durchgeführte Quadrantenmethode, kann u. a. zur Verletzung des Nervus ischiadicus oder zu Fehlinjektionen in Blutgefäße führen.

#### Ventroglutäale Injektion nach Arthur von Hochstetter
Knöcherne Orientierungspunkte sind die Spina iliaca anterior superior (vorderer oberer Darmbeinstachel), die Crista iliaca (Darmbeinkamm) und der Trochanter major (großer Rollhügel).
Der Patient liegt idealerweise auf der Seite, dem Injizierenden abgewandt. Die Methode kann jedoch auch in Rückenlage angewandt werden. Ein Schwurfinger (je nach Lage Zeige- oder Mittelfinger) liegt auf der Spina iliaca anterior superior, der zweite Schwurfinger gleitet nun ca. 5 cm an der Crista iliaca entlang. Bei schlanken Patienten kann dann das Tuberculum iliacum ertastet werden. Während der erste Schwurfinger auf der Spina liegen bleibt, wird der zweite (dorsale) wenige Zentimeter nach unten verschoben, sodass der Handballen auf dem Trochanter major zu liegen kommt. Die Injektion erfolgt in die untere Hälfte des Dreiecks zwischen den beiden Schwurfingern senkrecht zur Körperoberfläche.
Die Praxis zeigt, dass an der korrekt aufgesuchten Injektionsstelle häufig noch sehniges Gewebe zu ertasten ist. Es empfiehlt sich in diesem Fall, abweichend von Hochstetter, 2 bis 3 cm weiter dorsal zu injizieren. Der Abstand zu großen Gefäßen und Nerven bleibt dabei dennoch gewahrt. Eine Differenzierung, welche Hand für welche Körperseite zu benutzen ist, wie es von Hochstetter vereinzelt beschreibt, ist überflüssig.

#### Ventroglutäale Injektion nach Peter Sachtleben (Crista-Methode)
Knöcherne Orientierungspunkte sind die Crista iliaca (Darmbeinkamm) und der Trochanter major (großer Rollhügel).
Der Patient liegt idealerweise auf der Seite. Eine Hand wird so an die Hüfte angelegt, dass die Zeigefingerkante der Crista iliaca von oben (kranial) her anliegt. Bei Patienten > 150 cm Körpergröße erfolgt die Injektion im Abstand von drei Querfingern unterhalb der Zeigefingerkante senkrecht zur Körperoberfläche, bei Patienten zwischen 100 und 150 cm Körpergröße im Abstand von zwei Querfingern unterhalb der Zeigefingerkante und bei Patienten < 100 cm Körpergröße im Abstand von einem Querfinger unterhalb der Zeigefingerkante senkrecht zur Körperoberfläche.
Die Angabe Anzahl der Querfinger unterhalb der Zeigefingerkante ist noch keine eindeutige Aussage bezüglich des Injektionsortes. Deshalb wird als weitere Orientierungslinie die Senkrechte durch den Trochanter major herangezogen, damit die Injektion seitlich und nicht dorsal erfolgt. Soll zwingend ventroglutäal injiziert werden, ist bei Patienten unter 150 cm Körpergröße die Crista-Methode ein Muss, während sie bei größeren Patienten lediglich eine Alternative zur Hochstetter-Methode darstellt. Weiterhin ist zu beachten, dass die ventroglutäale Injektion grundsätzlich erst ab dem zweiten Lebensjahr zu empfehlen ist (s. o.).

#### Weitere Injektionstechniken
In der Praxis spielen die Injektionstechniken nach Dvorák und nach Fortmann heute praktisch keine Rolle mehr.

### Oberschenkel

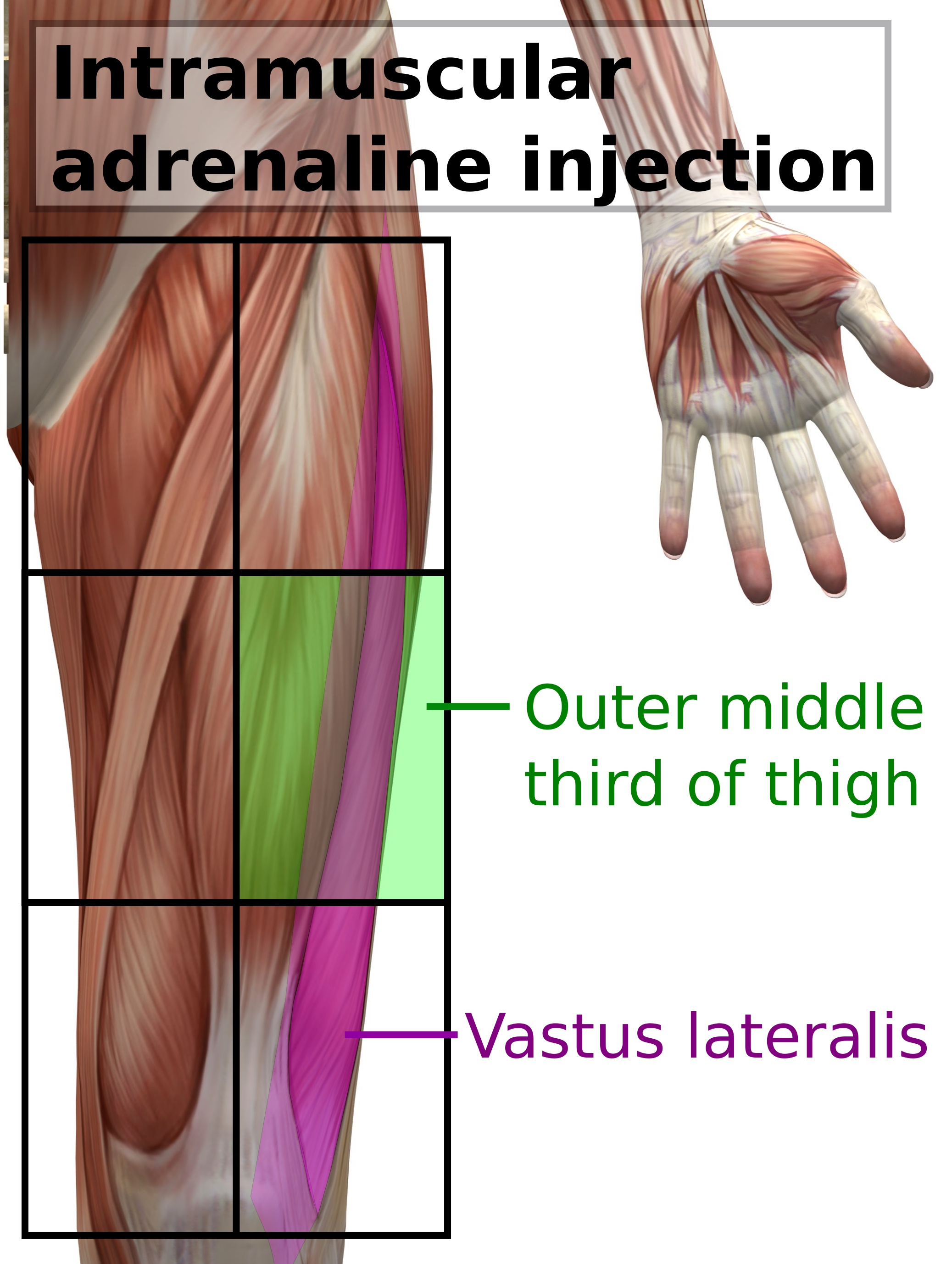
Musculus vastus lateralis violett eingefärbt, mittleres Drittel im Bereich des grünen Kastens

Die Injektion in den Oberschenkel erfolgt in den Musculus quadriceps femoris (genauer: Musculus vastus lateralis). Die Injektionsmenge ist auf 5 ml begrenzt. Nicht injiziert werden sollten ölige oder kortikoidhaltige Lösungen sowie Antibiotika und nichtsteroidale Antirheumatika. Bei Kindern unter zwei Jahren wird der Oberschenkel als Injektionsort dem Oberarm oftmals vorgezogen.

#### Methode nach Arthur von Hochstetter
Knöcherne Orientierungspunkte sind der Trochanter major (großer Rollhügel des Oberschenkelknochens) und die Kniescheibe.
Der Patient liegt idealerweise auf dem Rücken, eine Injektion in Seitenlage ist jedoch ebenso möglich. Die Kleinfingergrundgelenke liegen auf der Kniescheibe und dem Trochanter major. Die rechtwinklig abgespreizten Daumen können nun leicht die untere (dorsale) Begrenzung des M. vastus lateralis ertasten. Die Injektion erfolgt in ein Feld oberhalb der beiden Daumenspitzen senkrecht in Richtung Oberschenkelknochen.
Alternativ, bzw. bei Kindern aufgrund der veränderten Körperproportionen obligat, liegt die Injektionsstelle im mittleren Drittel der (schräg verlaufenden) Verbindungslinie zwischen Trochanter major und Kniescheibe.

### Oberarm

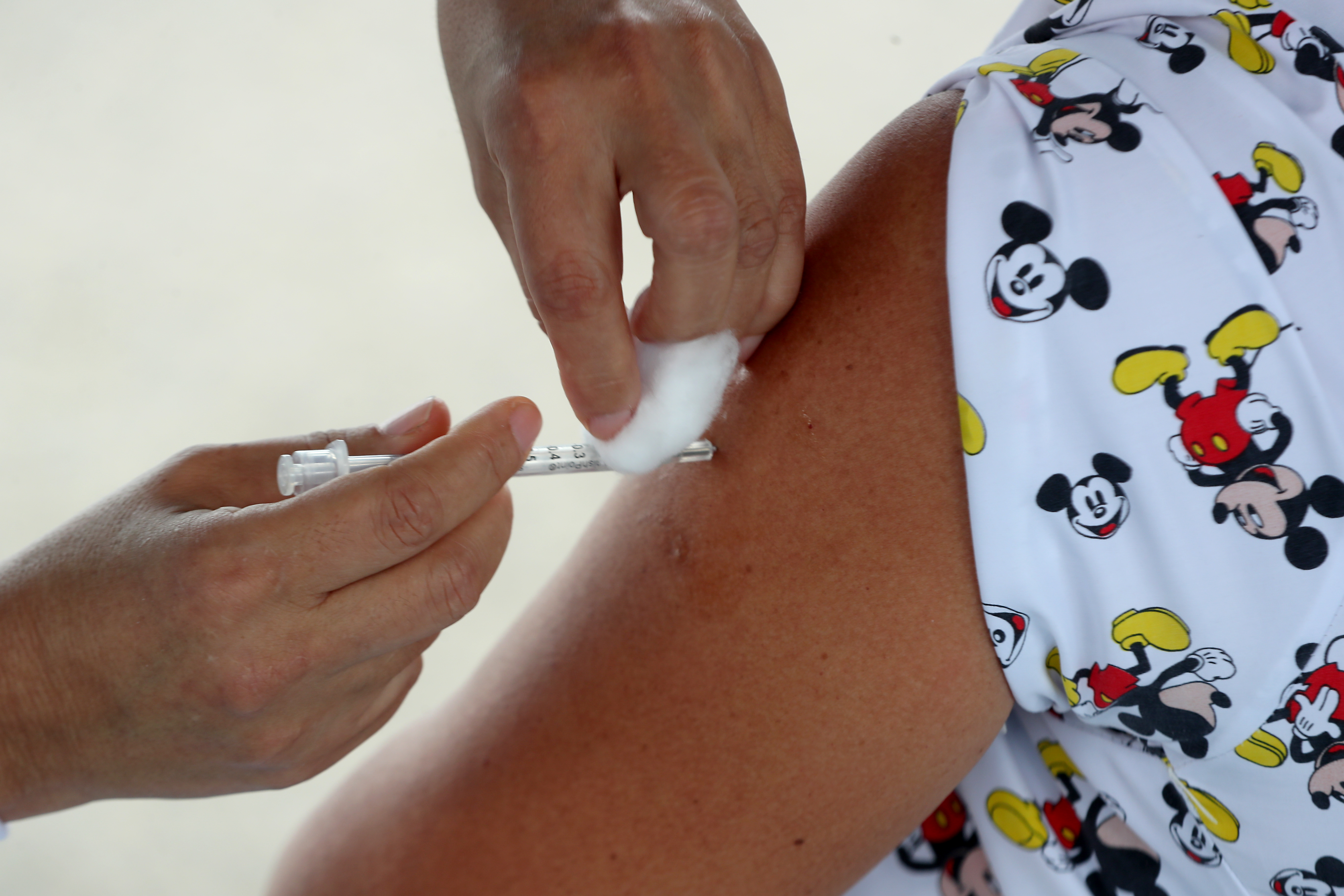
Injektion in den Deltoideus bei leicht abgewinkeltem Arm.

Am Oberarm erfolgt die Injektion in die Hauptmasse des Musculus deltoideus, in der Mitte zwischen dem Acromion (Schulterhöhe) und dem distalen Ansatzpunkt des Deltamuskels am Oberarmknochen. Vor der Injektion wird der Deltoideus mit einer Hand fixiert. Mit der anderen Hand wird die Kanüle drei bis vier Querfinger unterhalb des Acromions angesetzt und zügig in den Muskel vorgeschoben. Die Stichrichtung verläuft senkrecht zur Hautoberfläche. Die Injektion erfolgt in einer Geschwindigkeit von circa 0,1 ml pro Sekunde.
Wird die Injektion nicht korrekt platziert, können die Arteria circumflexa humeri posterior, der Nervus axillaris oder die Bursa subacromialis verletzt werden. Das Risiko einer Verletzung kann minimiert werden, wenn der Impfling den Impfarm in einem Winkel von circa 60° abspreizt, indem er bspw. seine Hand auf die Hüfte derselben Körperseite stützt. Die Injektion erfolgt hierbei im 90°–Winkel zur Bodenfläche.
Der Patient kann während der Injektion sitzen, stehen oder liegen. Eine Injektion im Sitzen oder Liegen hat den Vorteil, dass der Patient im Falle einer Kreislaufschwäche vor einem Sturz bewahrt werden kann. Eine Injektion im Stehen hat den Vorteil, dass der Arm hierbei meist besonders entspannt herabhängt, was das Eindringen der Kanüle erleichtert.
Die Injektionsmenge ist aufgrund der geringen Muskelmasse auf zwei Milliliter begrenzt. Für die Injektion schwer resorbierbarer und aggressiver Medikamente ist der Deltoideus nicht geeignet.

## Kanülenlänge
Der Kanülenlänge kommt bei der intramuskulären Injektion eine besondere Bedeutung zu. Es werden Kanülen in der Länge von 25 bis 70 mm eingesetzt. Eine zu lange Kanüle kann auf Knochengewebe stoßen, eine zu kurze Kanüle statt im Muskel im subkutanen Fettgewebe landen, insbesondere bei adipösen Patienten, aber auch bereits bei Normalgewichtigen. Eine fälschlicherweise ins Fettgewebe erfolgte Injektion führt nicht nur zu einer veränderten Resorptionsdauer, sondern kann auch schwerwiegende Komplikationen nach sich ziehen (siehe unten).
Die Fachliteratur empfiehlt meist, die Kanüle nicht ganz einzustechen, sondern einen Abstand zwischen Konus und Haut von 10 mm zu halten. Als Begründung wird angeführt, man könne so, im Falle eines Abbrechens der Kanüle, diese noch problemlos herausziehen. Das Abbrechen einer Kanüle ist bei fachgerechter Durchführung der Injektion jedoch eine seltene Komplikation.

## Aspiration
Mithilfe der Aspiration kann nach dem Einstich einer Spritze festgestellt werden, ob sich die Kanüle in einem Blutgefäß befindet oder nicht. Durch das Ansaugen mittels Zug am Kolben der Spritze wird bei Positionierung in einem Blutgefäß Blut sichtbar. Angesaugtes Blut ist ein Zeichen dafür, dass ein Blutgefäß punktiert wurde, die Injektion folglich auch in dieses Gefäß (intravenös oder intraarteriell), und nicht – wie erwünscht – in das Muskelgewebe, erfolgen würde.
In der Fachliteratur ist die Aspiration als stets notwendiger Schritt jeder i. m. aufgeführt, und sie ist besonders wichtig bei Hyposensibilisierungen oder Injektionen von öligen Emulsionen zur Vermeidung von Komplikationen wie eines anaphylaktischen Schocks.
Zur Vermeidung von möglichen Schmerzen empfahl die STIKO von 2016 bis 2022 bei Impfungen auf die Aspiration zu verzichten, da das Risiko einer versehentlichen intravaskulären Injektion an den typischen Lokalisationen einer intramuskulären Injektion an Oberarm und Oberschenkel zu klein sei, um weiterhin zu aspirieren.
Das Robert Koch-Institut aktualisierte diese Empfehlung am 17. Februar 2022 mit der 18. Aktualisierung der COVID-19-Impfempfehlung im Epidemiologischen Bulletin 7/2022 wegen klinisch und histopathologisch nachgewiesener Perimyokarditis:

„Im Tiermodell kam es nach direkter intravenöser Injektion eines
mRNA-Impfstoffs zum Auftreten von Perimyokarditis (klinisch und histopathologisch). Wenngleich akzidentielle intravasale Injektionen bei einer i.m.-Impfstoffapplikation nur selten auftreten, ist bei COVID-19-Impfungen eine Aspiration bei i. m.-Applikation zur weiteren Erhöhung der Impfstoffsicherheit sinnvoll.“

## Komplikationen
- Aseptischer Spritzenabszess
- Septischer Spritzenabszess
- Muskelfibrose
- Aseptische Muskelnekrose
- Fettgewebsatrophie
- Verkalkungen von Muskel- oder Fettgewebe
- Nervenschäden
- Lungenembolie
- Zerebrale Mikroembolien
- Embolia cutis medicamentosa (mit Nicolau-Syndrom)

Während einige Komplikationen nicht zu beeinflussen sind (z. B. Verkalkungen), ist die Mehrzahl der Zwischenfälle bei intramuskulärer Injektion auf unsachgemäße Durchführung zurückzuführen. Es lauern Fehlerquellen vor allem beim Aufsuchen des Injektionsortes, bei der Auswahl der Kanüle, bei der Injektion selbst sowie bei der Asepsis.